# غاز جلبک‌خوار
غاز جلبک‌خوار (نام علمی: Chloephaga hybrida) نام یک گونه از زیرخانواده تنجه‌ایان است. این گونه پرنده در آمریکای جنوبی در پاتاگونیا، شیلی، تیرادلفوئگو، وجزایر فالکلند یافت می‌شود.

## نگارخانه

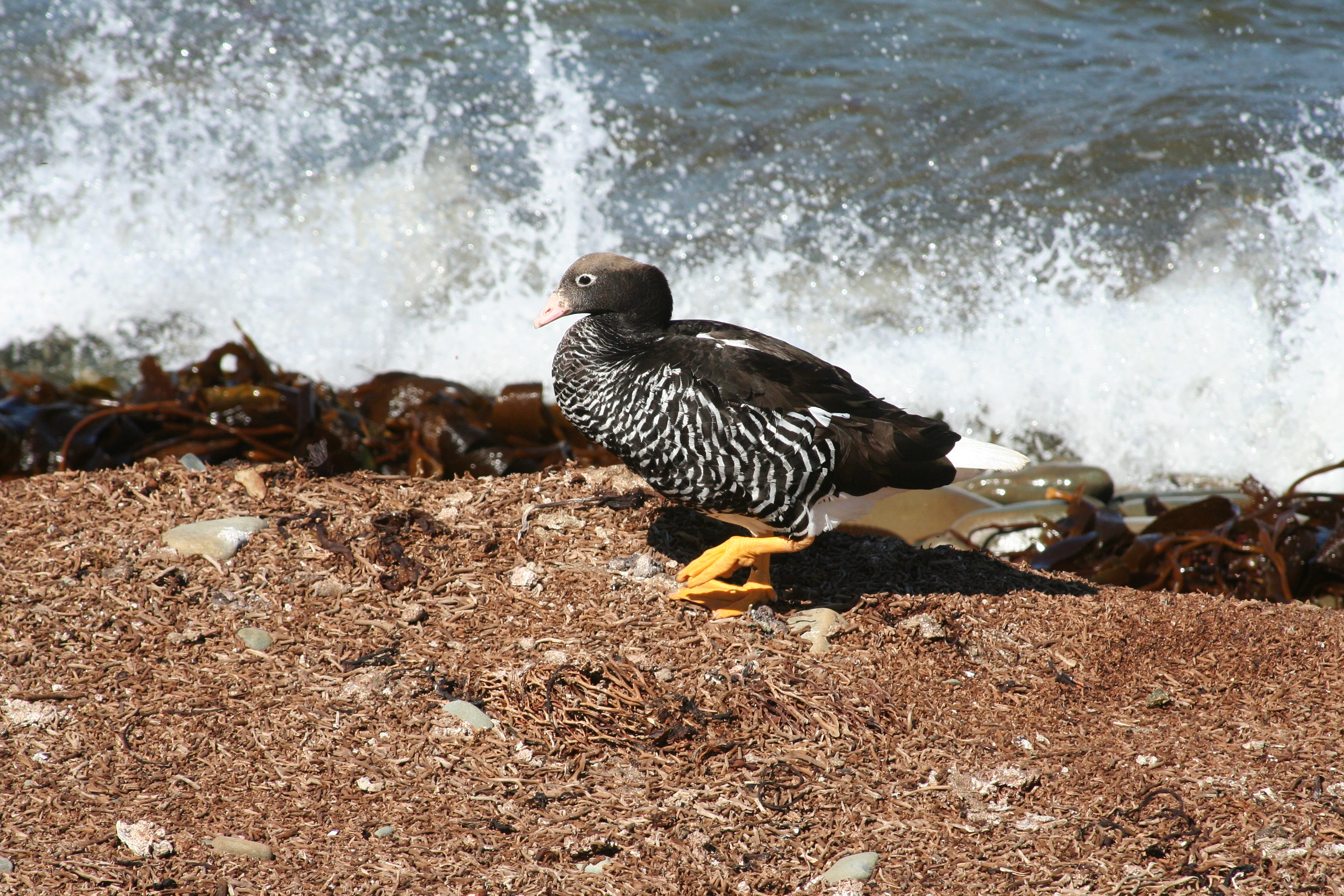
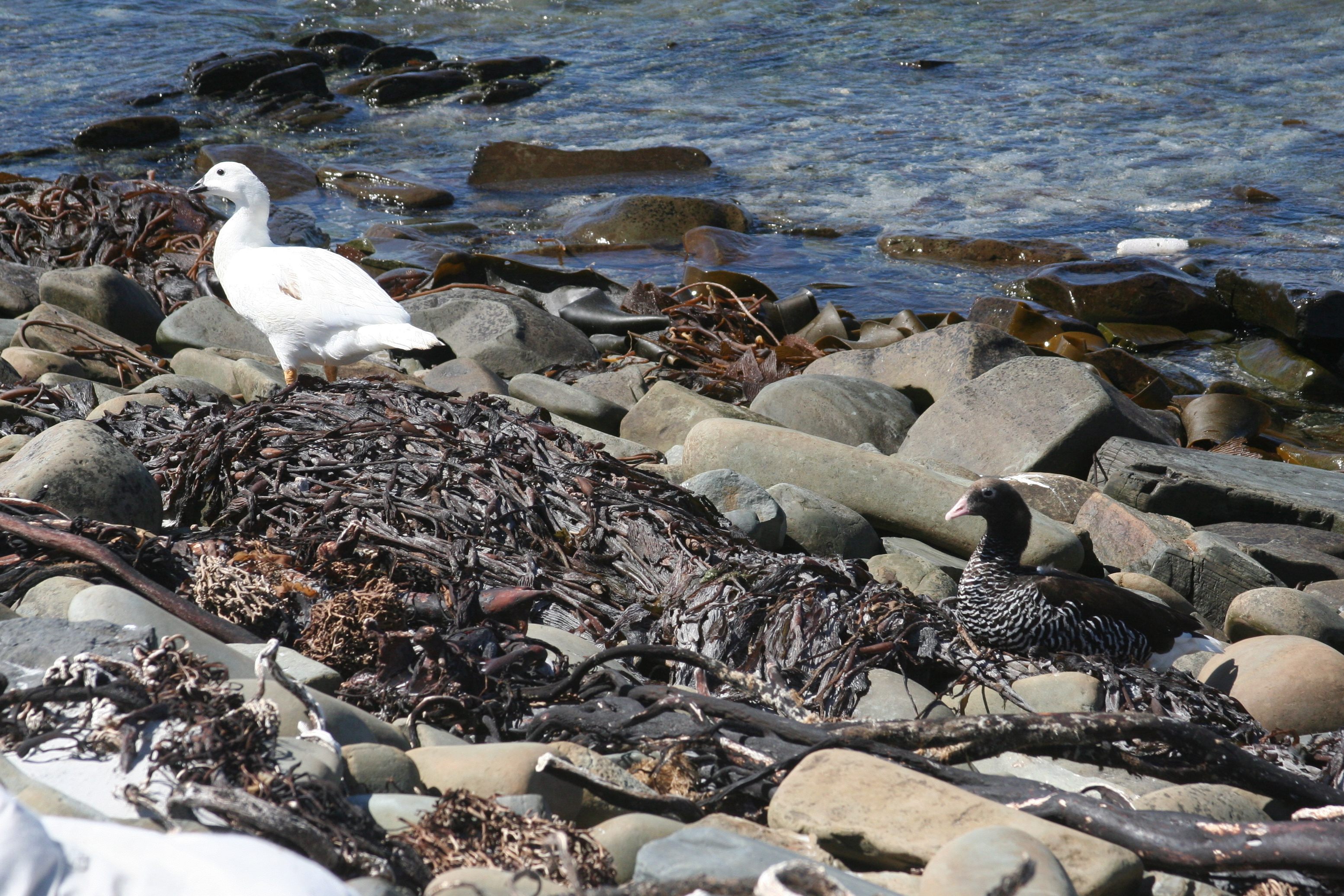
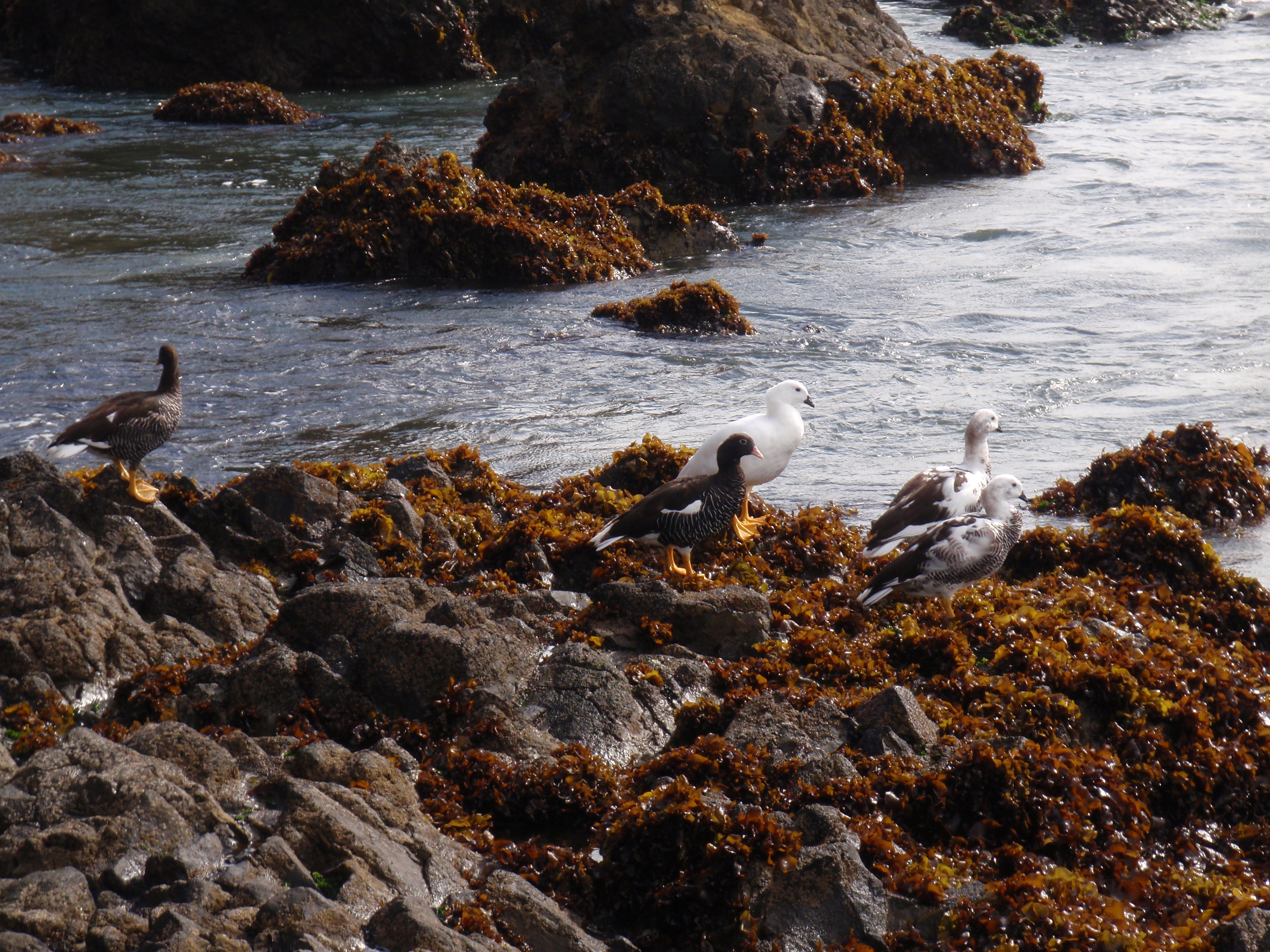